# Medora (Dakota Północna)
Medora – miasto w Stanach Zjednoczonych, w stanie Dakota Północna, stolica hrabstwa Billings, położone nad rzeką Little Missouri. W 2008 liczyło 96 mieszkańców.